# Cuarto Reich

Emblema del Tercer Reich.

El Cuarto Reich es un término utilizado para describir un hipotético Imperio alemán sucesor del Tercer Reich o Alemania nazi (1933-1945). El término «Tercer Reich» fue acuñado por Arthur Moeller van den Bruck como el título de su libro Das Dritte Reich (1923). Fue utilizado por los nazis con propósitos de propaganda para legitimar su régimen como un estado sucesor a los retroactivamente renombrados «Primer Reich» (Sacro Imperio Romano Germánico, 962-1806) y «Segundo Reich» (Imperio alemán, 1871-1918) —estos dos últimos términos nunca fueron utilizados por los historiadores[cita requerida]—.

## Historia
El término fue acuñado en los años 1960 y 1970 debido a que varias figuras políticas de la Alemania Occidental, como el Canciller Kurt Georg Kiesinger, estaban vinculadas con el régimen del Tercer Reich. En términos de neonazismo, el Cuarto Reich, se presenta como una nueva oportunidad para la Supremacía blanca, el antisemitismo, el Lebensraum, el militarismo y el totalitarismo.

## Descripción
En su libro El surgimiento del Cuarto Reich: Las Sociedades Secretas que amenazan con tomar el control de América (The Rise of the Fourth Reich: The Secret Societies That Threaten to Take Over America), el teórico de la conspiración Jim Marrs sostiene que algunos miembros supervivientes de la Alemania Nazi, junto con simpatizantes de los Estados Unidos y de otros lugares, respaldados por organizaciones como ODESSA y Die Spinne, han estado moviendo los hilos desde que terminó la Segunda Guerra Mundial para promulgar algunos de los principios del nacionalsocialismo (p. ej., el militarismo, el fascismo, el imperialismo, el espionaje generalizado a los ciudadanos, el uso de las corporaciones y la propaganda para el control de los intereses nacionales y de las ideas) a través de la cultura, el gobierno y las empresas de todo el mundo, especialmente en los Estados Unidos de América. Jim Marrs explica la influencia que los nazis tuvieron en los Estados Unidos cuando terminó la Segunda Guerra Mundial, como la participación de los científicos nazis en la Operación Paperclip para ayudar a promover el sector de la industria aeroespacial en los EE. UU., y la adquisición y la creación de conglomerados por parte de los nazis y de sus simpatizantes después de la guerra, tanto en Europa como en los EE. UU.[cita requerida].

## Influencia alemana sobre la Unión Europea
Actualmente ciertos sectores ideológicos aducen a un supuesto interés de Alemania de controlar Europa a través de medios económicos, especialmente las naciones de Grecia, España e Irlanda. Durante la crisis del euro en curso, la canciller alemana, Angela Merkel, fue acusada de buscar una mayor influencia alemana sobre los gobiernos de otros países de la zona euro, especialmente de las naciones del sur de Europa, como una de las condiciones para dar vía libre a los programas de rescate económico de dichos países[cita requerida]. Entre otras medidas destinadas a reducir la probabilidad de una nueva crisis del euro, la canciller alemana presuntamente pidió mayor poder a través de interferir en los presupuestos de dichos países[cita requerida]. En Polonia, el ex-primer ministro polaco, Jarosław Kaczyński sugirió en un libro que "Alemania quiere anexionarse parte de Polonia".